# R136 szuper csillaghalmaz
Az R136 szuper csillaghalmaz egy néhány fényév átmérőjű csillaghalmaz a Tarantula-ködben (ami része a Nagy Magellán-felhőnek), tőlünk 170 000 fényév távolságra. Ez a fiatal csillaghalmaz ad otthont sok nagy tömegű, forró, fényes csillagnak, amik főleg az ultraviola-sávban sugározzák ki az energiájukat.
Eddig kilenc nagy tömegű csillagot fedeztek fel ebben a csillaghalmazban, amik legalább 100-szor nagyobb tömegűek a Napnál. Az R136a1 csillag a legnagyobb tömegű, 250 naptömeggel. Az eddig felfedezett csillagok nem csak nagy tömegűek, hanem extrém módon fényesek is. Ez a kilenc csillag a Nap fényességének 30 millió-szorosát sugározza ki az UV-tartományban.